# 2518 Rutllant
2518 Rutllant (1974 FG) là một tiểu hành tinh vành đai chính được phát hiện ngày 22 tháng 3 năm 1974 bởi C. Torres ở Cerro El Roble.